# 寺本進
寺本 進（てらもと すすむ、1976年1月28日 - ）は、日本のセパタクロー選手。同日本代表のキャプテン・エース。
広島県広島市西区観音出身。

## 経歴
元サッカー選手。山陽高等学校のサッカー部だった1994年、地元広島で開かれたアジア競技大会（広島）のプレ試合が開催されたが、広島にセパタクローのチームが無く「サッカー選手なら出来るんじゃないか?」と当時の監督に薦められ即席チームに参加。セパタクローはカバティなどと共に、広島のアジア大会から日本で知られるようになったスポーツだが、寺本自身も初めてセパタクローを知ったという。このスポーツの面白さに取り憑かれ、すぐに日本代表にも選ばれ世界大会に出場した。高校卒業後、亜細亜大学の一芸一能試験にセパタクローで合格。
本格的にセパタクローに打ち込み、大学2年で再び日本代表入りすると日本のエースとして大活躍。世界大会では、最下位を争っていた日本チームだったが、近年急成長し2002年アジア競技大会（釜山）では銅メダルを獲得するまでになっている。大学卒業後は同大学のコーチ、外国人学生寮に居住しながら管理人などをしながら競技生活を続ける。
2004年に単身タイに渡りプロチームの練習に参加。するとチームのオーナーに認められ選手契約を果たす。現在日本人唯一のプロ選手として、年4ヶ月タイリーグでプレーする。タイでは、セパタクローはムエタイと並ぶ人気スポーツでテレビ中継もされる。
日本代表のユニフォームも選手各自の自費で用意する状況の、日本ではまだまだマイナーなセパタクローをメジャースポーツにすること、が目標という。　
2006年アジア競技大会（ドーハ）でもエースとして出場したが予選敗退した。
広島東洋カープファンである。